# Zeriassa bicolor
Zeriassa bicolor är en spindeldjursart som först beskrevs av Pocock 1897.  Zeriassa bicolor ingår i släktet Zeriassa och familjen Solpugidae. Inga underarter finns listade i Catalogue of Life.